# Marília Batista
Marília Monteiro de Barros Batista (Rio de Janeiro, 13 de abril de 1918 — 9 de julho de 1990) foi uma cantora, compositora e instrumentista brasileira. 
Uma das mais importantes intérpretes da obra de Noel Rosa, que gravou com ela em dupla seis de suas composições: De Babado, Cem Mil Réis, Provei, Quantos Beijos, Você Vai Se Quiser e Quem Ri Melhor.  Em 1940, após a morte do compositor, lançou o seu Silêncio de Um Minuto, um clássico. Dona de timbre grave característico, ela mesma compositora de recursos, dedicou-se a divulgar preferencialmente a obra de Noel Rosa. De sua própria autoria é, por exemplo, o samba Menina Fricote, imortalizado em disco por Araci de Almeida: 

Não sei que doença deu na Risoleta
Que agora só gosta de ouvir opereta
Está cheia de prosa, cheia de orgulho, cheia de chiquê
E faz fricote como o quê.
Não canta mais samba
Só quer imitar Lucienne Boyer:
Parlez-moi d´amour...
Só quer l´argent, l´argent toujours.
(Menina Fricote, de Marília e Henrique Batista, trecho)

## Filmografia
- 1937 - Maria Bonita
- 1944 - É Proibido Sonhar (como A Três Marias)
- 1957 - Dorinha no Soçaite
- 1968 - Cordiais Saudações